# Sanming
Sanming är en stad på prefekturnivå i västra Fujian, en provins i Folkrepubliken Kina. Den ligger omkring 200 kilometer väster om provinshuvudstaden Fuzhou.

## Historia
Sanming var en mellanstation för hakka-folket under deras vandring från norra till södra Kina, varför området ofta omtalas som hakka-folkets vagga. Detta gäller i synnerhet byn Shibi, som ligger nära gränsen till provinsen Jiangxi
I Sanming bor ättlingar till historiska personer som Li Shimin, kejsare under Tangdynastin. Här föddes också den ledande neokonfucianska filosofen Zhu Xi under Songdynastin.
Sanming fick sitt nuvarande namn 1963, då Sanyuan och Mingxi slogs ihop till ett gemensamt härad. 1983 bildades Sanmings stad på prefekturnivå tillsammans omkringliggande härader.

## Administrativ indelning
Sanming administrerar två stadsdistrikt, en stad på häradsnivå och åtta härader:
Stadsdistrikt:
- Sanyuan (三元区)
- Shaxian (沙县区)

Stad på häradsnivå:
- Yong'an (永安市)

Härad:
- Datian (大田县)
- Jiangle (将乐县)
- Jianning (建宁县)
- Mingxi (明溪县)
- Ninghua (宁化县)
- Qingliu (清流县)
- Taining (泰宁县)
- Youxi (尤溪县)

Stadsdistriktet  Meilie (梅列区) inlemmades i februari 2021 i stadsdistriktet Sanyuan. Vid samma tidpunkt ombildades häradet Sha eller Shaxian till stadsdistriktet Shaxian.
| Sanming                                                                              |
| ------------------------------------------------------------------------------------ |
| Sanyuan Shaxian Mingxi Qingliu Ninghua Datian Youxi Jiangle Taining Jianning Yong'an |

## Klimat
Genomsnittlig årsnederbörd är 2 232 millimeter. Den regnigaste månaden är maj, med i genomsnitt 355 mm nederbörd, och den torraste är oktober, med 24 mm nederbörd.